# Olympische Winterspiele 1992/Ski Nordisch
Bei den XVI. Olympischen Winterspielen 1992 in Albertville fanden 15 Wettbewerbe im nordischen Skisport statt. Austragungsort der Langlaufwettbewerbe war das Skistadion von Les Saisies in einer Höhe von 1604 m auf dem Gemeindegebiet von Hauteluce. Skispringer und Kombinierer nutzten die Sprunganlage Tremplin du Praz in Courchevel. Erstmals auf dem Programm standen die Verfolgungsrennen, je eines für Männer und Frauen.
Bei den Männern ragten im Langlauf die beiden Norweger Bjørn Dæhlie und Vegard Ulvang heraus. Sie gewannen je zwei der insgesamt vier Einzelrennen und dazu noch gemeinsam mit zwei weiteren ihrer Landsleute die Staffel, sodass alle Langlauf-Goldmedaillen an Norwegen gingen. Im Frauenlanglauf gewann Ljubow Jegorowa drei Gold- und zwei Silbermedaillen – u. a. auch mit der Staffel ihres Landes.

## Bilanz

### Medaillenspiegel
| Platz | Land             | Gold | Silber | Bronze | Gesamt |
| ----- | ---------------- | ---- | ------ | ------ | ------ |
| 1     | Norwegen         | 5    | 4      | 1      | 10     |
| 2     | Vereintes Team   | 3    | 2      | 4      | 9      |
| 3     | Finnland         | 3    | 1      | 2      | 6      |
| 4     | Italien          | 1    | 4      | 3      | 8      |
| 5     | Österreich       | 1    | 3      | 3      | 7      |
| 6     | Frankreich       | 1    | 1      | –      | 2      |
| 7     | Japan            | 1    | –      | –      | 1      |
| 8     | Schweden         | –    | –      | 1      | 1      |
| 8     | Tschechoslowakei | –    | –      | 1      | 1      |

### Medaillengewinner
| Konkurrenz        | Gold                                                        | Silber                                                           | Bronze                                                        |
| ----------------- | ----------------------------------------------------------- | ---------------------------------------------------------------- | ------------------------------------------------------------- |
| 10 km klassisch   | Vegard Ulvang                                               | Marco Albarello                                                  | Christer Majbäck                                              |
| 15 km Verfolgung  | Bjørn Dæhlie                                                | Vegard Ulvang                                                    | Giorgio Vanzetta                                              |
| 30 km klassisch   | Vegard Ulvang                                               | Bjørn Dæhlie                                                     | Terje Langli                                                  |
| 50 km Freistil    | Bjørn Dæhlie                                                | Maurilio De Zolt                                                 | Giorgio Vanzetta                                              |
| 4 × 10 km Staffel | Bjørn Dæhlie, Terje Langli, Kristen Skjeldal, Vegard Ulvang | Marco Albarello, Silvio Fauner, Giuseppe Puliè, Giorgio Vanzetta | Jari Isometsä, Harri Kirvesniemi, Mika Kuusisto, Jari Räsänen |

| Konkurrenz       | Gold                                                              | Silber                                                                | Bronze                                                                |
| ---------------- | ----------------------------------------------------------------- | --------------------------------------------------------------------- | --------------------------------------------------------------------- |
| 5 km klassisch   | Marjut Lukkarinen                                                 | Ljubow Jegorowa                                                       | Jelena Välbe                                                          |
| 10 km Verfolgung | Ljubow Jegorowa                                                   | Stefania Belmondo                                                     | Jelena Välbe                                                          |
| 15 km klassisch  | Ljubow Jegorowa                                                   | Marjut Lukkarinen                                                     | Jelena Välbe                                                          |
| 30 km Freistil   | Stefania Belmondo                                                 | Ljubow Jegorowa                                                       | Jelena Välbe                                                          |
| 4 × 5 km Staffel | Ljubow Jegorowa, Larissa Lasutina, Raissa Smetanina, Jelena Välbe | Trude Dybendahl, Elin Nilsen, Inger Helene Nybråten, Solveig Pedersen | Stefania Belmondo, Manuela Di Centa, Gabriella Paruzzi, Bice Vanzetta |

| Konkurrenz    | Gold                                                             | Silber                                                        | Bronze                                                  |
| ------------- | ---------------------------------------------------------------- | ------------------------------------------------------------- | ------------------------------------------------------- |
| Normalschanze | Ernst Vettori                                                    | Martin Höllwarth                                              | Toni Nieminen                                           |
| Großschanze   | Toni Nieminen                                                    | Martin Höllwarth                                              | Heinz Kuttin                                            |
| Mannschaft    | Risto Laakkonen, Mika Laitinen, Toni Nieminen, Ari-Pekka Nikkola | Andreas Felder, Martin Höllwarth, Heinz Kuttin, Ernst Vettori | Tomáš Goder, František Jež, Jiří Parma, Jaroslav Sakala |

| Konkurrenz | Gold                                         | Silber                                                    | Bronze                                          |
| ---------- | -------------------------------------------- | --------------------------------------------------------- | ----------------------------------------------- |
| Einzel     | Fabrice Guy                                  | Sylvain Guillaume                                         | Klaus Sulzenbacher                              |
| Mannschaft | Reiichi Mikata, Takanori Kōno, Kenji Ogiwara | Knut Tore Apeland, Trond Einar Elden, Fred Børre Lundberg | Stefan Kreiner, Klaus Ofner, Klaus Sulzenbacher |

## Langlauf Männer

### 10 km klassisch
| Platz | Land | Sportler          | Zeit (min) |
| ----- | ---- | ----------------- | ---------- |
| 1     | NOR  | Vegard Ulvang     | 27:36,0    |
| 2     | ITA  | Marco Albarello   | 27:55,2    |
| 3     | SWE  | Christer Majbäck  | 27:56,4    |
| 4     | NOR  | Bjørn Dæhlie      | 28:01,6    |
| 5     | SWE  | Niklas Jonsson    | 28:03,1    |
| 6     | FIN  | Harri Kirvesniemi | 28:23,3    |
| 7     | ITA  | Giorgio Vanzetta  | 28:26,9    |
| 8     | AUT  | Alois Stadlober   | 28:27,5    |
| 9     | SWE  | Torgny Mogren     | 28:37,8    |
| 10    | ITA  | Silvio Fauner     | 28:53,8    |
|       |      |                   |            |
| 19    | AUT  | Alexander Marent  | 29:49,9    |
| 24    | GER  | Jochen Behle      | 29:58,2    |
| 29    | GER  | Torald Rein       | 30:25,1    |
| 31    | GER  | Johann Mühlegg    | 30:29,4    |
| 32    | GER  | Janko Neuber      | 30:29,8    |
| 34    | AUT  | Markus Gandler    | 30:35,6    |
| 35    | AUT  | Andreas Ringhofer | 30:42,5    |
| 44    | SUI  | Giachem Guidon    | 31:23,9    |
| 45    | LIE  | Markus Hasler     | 31:27,0    |
| 49    | SUI  | André Jungen      | 31:41,2    |
| 50    | SUI  | Hans Diethelm     | 31:41,8    |

Datum: 13. Februar 1992, 10:00 Uhr 

Höhendifferenz: 87 m; Maximalanstieg: 61 m; Totalanstieg: 425 m 

110 Teilnehmer aus 39 Ländern, alle in der Wertung.

### 15 km Verfolgung Freistil
| Platz | Land | Sportler          | Zeit (h)  |
| ----- | ---- | ----------------- | --------- |
| 1     | NOR  | Bjørn Dæhlie      | 1:05:37,9 |
| 2     | NOR  | Vegard Ulvang     | 1:06:31,3 |
| 3     | ITA  | Giorgio Vanzetta  | 1:06:32,3 |
| 4     | ITA  | Marco Albarello   | 1:06:33,3 |
| 5     | SWE  | Torgny Mogren     | 1:06:37,4 |
| 6     | SWE  | Christer Majbäck  | 1:07:17,0 |
| 7     | ITA  | Silvio Fauner     | 1:07:34,9 |
| 8     | EUN  | Wladimir Smirnow  | 1:07:35,8 |
| 9     | SWE  | Henrik Forsberg   | 1:07:52,4 |
| 10    | AUT  | Alois Stadlober   | 1:07:57,6 |
|       |      |                   |           |
| 16    | GER  | Johann Mühlegg    | 1:08:37,8 |
| 21    | GER  | Torald Rein       | 1:09:24,1 |
| 23    | GER  | Janko Neuber      | 1:09:46,4 |
| 24    | AUT  | Andreas Ringhofer | 1:09:49,9 |
| 27    | AUT  | Alexander Marent  | 1:09:56,2 |
| 28    | AUT  | Markus Gandler    | 1:10:07,8 |
| 31    | SUI  | André Jungen      | 1:10:38,0 |
| 34    | SUI  | Giachem Guidon    | 1:10:46,6 |
| 36    | LIE  | Markus Hasler     | 1:11:02,9 |
| 44    | SUI  | Hans Diethelm     | 1:12:17,1 |

Datum: 15. Februar 1992, 10:00 Uhr 

Höhendifferenz: 112 m; Maximalanstieg: 67 m; Totalanstieg: 615 m 

102 Teilnehmer aus 39 Ländern, davon 99 in der Wertung.

### 30 km klassisch
| Platz | Land | Sportler          | Zeit (h)  |
| ----- | ---- | ----------------- | --------- |
| 1     | NOR  | Vegard Ulvang     | 1:22:27,8 |
| 2     | NOR  | Bjørn Dæhlie      | 1:23:14,0 |
| 3     | NOR  | Terje Langli      | 1:23:42,5 |
| 4     | ITA  | Marco Albarello   | 1:23:55,7 |
| 5     | NOR  | Erling Jevne      | 1:24:07,7 |
| 6     | SWE  | Christer Majbäck  | 1:24:12,1 |
| 7     | SWE  | Niklas Jonsson    | 1:25:17,6 |
| 8     | SWE  | Jyrki Ponsiluoma  | 1:25:24,4 |
| 9     | EUN  | Wladimir Smirnow  | 1:25:27,6 |
| 10    | FIN  | Harri Kirvesniemi | 1:25:28,5 |
|       |      |                   |           |
| 15    | GER  | Jochen Behle      | 1:25:59,8 |
| 19    | AUT  | Alois Stadlober   | 1:26:22,7 |
| 22    | AUT  | Alexander Marent  | 1:27:34,4 |
| 25    | SUI  | Giachem Guidon    | 1:28:44,5 |
| 28    | GER  | Holger Bauroth    | 1:28:58,1 |
| 29    | AUT  | Alois Schwarz     | 1:29:06,1 |
| 30    | GER  | Torald Rein       | 1:29:08,5 |
| 36    | SUI  | Hans Diethelm     | 1:30:13,2 |
| 39    | AUT  | Johann Standmann  | 1:30:26,8 |
| 43    | LIE  | Markus Hasler     | 1:31:03,3 |
| 47    | GER  | Janko Neuber      | 1:31:57,8 |

Datum: 10. Februar 1992, 10:00 Uhr 

Höhendifferenz: 112 m; Maximalanstieg: 61 m; Totalanstieg: 1134 m 

87 Teilnehmer aus 34 Ländern, davon 82 in der Wertung.

### 50 km Freistil
| Platz | Land | Sportler           | Zeit (h)  |
| ----- | ---- | ------------------ | --------- |
| 1     | NOR  | Bjørn Dæhlie       | 2:03:41,5 |
| 2     | ITA  | Maurilio De Zolt   | 2:04:39,1 |
| 3     | ITA  | Giorgio Vanzetta   | 2:06:42,1 |
| 4     | EUN  | Alexei Prokurorow  | 2:07:06,1 |
| 5     | FRA  | Hervé Balland      | 2:07:17,7 |
| 6     | TCH  | Radim Nyč          | 2:07:41,5 |
| 7     | GER  | Johann Mühlegg     | 2:07:45,2 |
| 8     | TCH  | Pavel Benc         | 2:08:13,6 |
| 9     | NOR  | Vegard Ulvang      | 2:08:21,5 |
| 10    | ITA  | Gianfranco Polvara | 2:09:27,8 |
|       |      |                    |           |
| 15    | SUI  | Giachem Guidon     | 2:10:55,0 |
| 26    | GER  | Holger Bauroth     | 2:13:49,8 |
| 29    | GER  | Jochen Behle       | 2:14:37,1 |
| 30    | SUI  | Hans Diethelm      | 2:14:41,6 |
| 41    | AUT  | Markus Gandler     | 2:17:21,8 |
| 42    | AUT  | Andreas Ringhofer  | 2:18:00,4 |
| 47    | SUI  | André Jungen       | 2:20:32,1 |
| 52    | AUT  | Johann Standmann   | 2:24:19,6 |

Datum: 22. Februar 1992, 10:00 Uhr 

Höhendifferenz: 112 m; Maximalanstieg: 61 m; Totalanstieg: 1773 m 

73 Teilnehmer aus 29 Ländern, davon 67 in der Wertung.

### 4 × 10 km Staffel
| Platz | Land / Sportler                                                                    | Zeit                                                        |
| ----- | ---------------------------------------------------------------------------------- | ----------------------------------------------------------- |
| 1     | Norwegen Terje Langli Vegard Ulvang Kristen Skjeldal Bjørn Dæhlie                  | 1:39:26,0 h 25:25,6 min 24:25,3 min 25:17,9 min 24:07,2 min |
| 2     | Italien Giuseppe Puliè Marco Albarello Giorgio Vanzetta Silvio Fauner              | 1:40:52,7 h 26:01,8 min 25:01,4 min 24:41,2 min 25:08,3 min |
| 3     | Finnland Mika Kuusisto Harri Kirvesniemi Jari Räsänen Jari Isometsä                | 1:41:22,9 h 25:25,9 min 25:01,4 min 26:06,1 min 24:49,5 min |
| 4     | Schweden Jan Ottosson Christer Majbäck Henrik Forsberg Torgny Mogren               | 1:41:23,1 h 25:24,9 min 26:06,1 min 25:23,6 min 24:28,5 min |
| 5     | Vereintes Team Andrei Kirillow Wladimir Smirnow Michail Botwinow Alexei Prokurorow | 1:43:03,6 h 26:00,0 min 24:43,4 min 25:02,6 min 27:17,6 min |
| 6     | Deutschland Holger Bauroth Jochen Behle Torald Rein Johann Mühlegg                 | 1:43:41,7 h 26:31,4 min 25:48,2 min 26:42,4 min 24:39,7 min |
| 7     | Tschechien Radim Nyč Luboš Buchta Pavel Benc Václav Korunka                        | 1:44:20,0 h 27:05,6 min 25:23,8 min 25:48,2 min 26:02,4 min |
| 8     | Frankreich Patrick Rémy Philippe Sanchez Stéphane Azambre Hervé Balland            | 1:44:51,1 h 26:39,0 min 26:35,6 min 26:15,2 min 25:21,3 min |
| 9     | Österreich Alois Schwarz Alois Stadlober Alexander Marent Andreas Ringhofer        | 1:45:56,6 h 26:33,3 min 25:54,1 min 26:21,1 min 27:08,1 min |

Datum: 18. Februar 1992, 09:30 Uhr 

Höhendifferenz: 63 m (klass.) / 73 m (Freistil); Maximalanstieg: 41 m (klass.) / 54 m (Freistil); Totalanstieg: 394 m (klass.) / 402 m (Freistil) 

16 Staffeln am Start, alle in der Wertung.

## Langlauf Frauen

### 5 km klassisch
| Platz | Land | Sportlerin            | Zeit (min) |
| ----- | ---- | --------------------- | ---------- |
| 1     | FIN  | Marjut Lukkarinen     | 14:13,8    |
| 2     | EUN  | Ljubow Jegorowa       | 14:14,7    |
| 3     | EUN  | Jelena Välbe          | 14:22,7    |
| 4     | ITA  | Stefania Belmondo     | 14:26,4    |
| 5     | NOR  | Inger Helene Nybråten | 14:33,3    |
| 6     | EUN  | Olga Danilowa         | 14:37,2    |
| 7     | EUN  | Larissa Lasutina      | 14:41,7    |
| 8     | NOR  | Solveig Pedersen      | 14:42,1    |
| 9     | SWE  | Marie-Helene Westin   | 14:42,6    |
| 10    | NOR  | Elin Nilsen           | 14:50,8    |
|       |      |                       |            |
| 15    | SUI  | Sylvia Honegger       | 15:03,4    |
| 16    | GER  | Gabriele Heß          | 15:03,7    |
| 17    | GER  | Heike Wezel           | 15:04,1    |
| 20    | SUI  | Brigitte Albrecht     | 15:09,5    |
| 27    | GER  | Simone Opitz          | 15:24,9    |
| 32    | SUI  | Barbara Mettler       | 15:33,7    |
| 42    | GER  | Manuela Oschmann      | 16:01,7    |
| 44    | SUI  | Elvira Knecht         | 16:05,5    |

Datum: 13. Februar 1992, 13:00 Uhr 

Höhendifferenz: 63 m; Maximalanstieg: 41 m; Totalanstieg: 197 m 

62 Teilnehmerinnen aus 21 Ländern, alle in der Wertung.

### 10 km Verfolgung Freistil
| Platz | Land | Sportlerin            | Zeit (min) |
| ----- | ---- | --------------------- | ---------- |
| 1     | EUN  | Ljubow Jegorowa       | 40:08,4    |
| 2     | ITA  | Stefania Belmondo     | 40:44,0    |
| 3     | EUN  | Jelena Välbe          | 40:52,7    |
| 4     | FIN  | Marjut Lukkarinen     | 41:05,1    |
| 5     | NOR  | Elin Nilsen           | 41:26,9    |
| 6     | SWE  | Marie-Helene Westin   | 41:28,2    |
| 7     | NOR  | Inger Helene Nybråten | 41:35,1    |
| 8     | EUN  | Larissa Lasutina      | 41:48.8    |
| 9     | FRA  | Isabelle Mancini      | 41:53,3    |
| 10    | ITA  | Manuela Di Centa      | 42:09,7    |
|       |      |                       |            |
| 12    | GER  | Simone Opitz          | 42:30,3    |
| 13    | SUI  | Sylvia Honegger       | 42:31,7    |
| 14    | GER  | Gabriele Heß          | 42:33,2    |
| 25    | GER  | Heike Wezel           | 43:22,6    |
| 36    | SUI  | Elvira Knecht         | 44:31,2    |
| 37    | SUI  | Brigitte Albrecht     | 44:42,8    |
| 38    | GER  | Manuela Oschmann      | 45:07,2    |
| 42    | SUI  | Barbara Mettler       | 45:30,3    |

Datum: 15. Februar 1992, 13:00 Uhr 

Höhendifferenz: 87 m; Maximalanstieg: 61 m; Totalanstieg: 381 m 

58 Teilnehmerinnen aus 20 Ländern, alle in der Wertung.

### 15 km klassisch
| Platz | Land | Sportlerin              | Zeit (min) |
| ----- | ---- | ----------------------- | ---------- |
| 1     | EUN  | Ljubow Jegorowa         | 42:20,8    |
| 2     | FIN  | Marjut Lukkarinen       | 43:29,9    |
| 3     | EUN  | Jelena Välbe            | 43:42,3    |
| 4     | EUN  | Raissa Smetanina        | 44:01,5    |
| 5     | ITA  | Stefania Belmondo       | 44:02,4    |
| 6     | FIN  | Marja-Liisa Kirvesniemi | 44:02,7    |
| 7     | NOR  | Inger Helene Nybråten   | 44:18,6    |
| 8     | NOR  | Trude Dybendahl         | 44:31,5    |
| 9     | ITA  | Gabriella Paruzzi       | 44:44,0    |
| 10    | SWE  | Marie-Helene Westin     | 45:00,5    |
|       |      |                         |            |
| 15    | GER  | Manuela Oschmann        | 45:28,8    |
| 16    | SUI  | Sylvia Honegger         | 45:33,7    |
| 19    | GER  | Heike Wezel             | 45:50,6    |
| 25    | SUI  | Natascia Leonardi       | 46:32,7    |

Datum: 9. Februar 1992, 10:00 Uhr 

Höhendifferenz: 107 m; Maximalanstieg: 61 m; Totalanstieg: 564 m 

53 Teilnehmerinnen aus 21 Ländern, davon 50 in der Wertung.

### 30 km Freistil
| Platz | Land | Sportlerin          | Zeit (h)  |
| ----- | ---- | ------------------- | --------- |
| 1     | ITA  | Stefania Belmondo   | 1:22:30,1 |
| 2     | EUN  | Ljubow Jegorowa     | 1:22:52,0 |
| 3     | EUN  | Jelena Välbe        | 1:24:13,9 |
| 4     | NOR  | Elin Nilsen         | 1:26:25,1 |
| 5     | EUN  | Larissa Lasutina    | 1:26:31,8 |
| 6     | ITA  | Manuela Di Centa    | 1:27:04,4 |
| 7     | SWE  | Marie-Helene Westin | 1:27:16,2 |
| 8     | GER  | Simone Opitz        | 1:27:17,4 |
| 9     | NOR  | Trude Dybendahl     | 1:27:29,8 |
| 10    | FIN  | Marjut Lukkarinen   | 1:27:30,9 |
|       |      |                     |           |
| 15    | GER  | Gabriele Heß        | 1:29:43,8 |
| 17    | SUI  | Brigitte Albrecht   | 1:29:54,3 |
| 19    | SUI  | Sylvia Honegger     | 1:30:16,6 |
| 26    | SUI  | Elvira Knecht       | 1:32:35,6 |
| 31    | SUI  | Natascia Leonardi   | 1:33:21,0 |
| 32    | GER  | Heike Wezel         | 1:33:34,2 |
| 46    | GER  | Ina Kümmel          | 1:36:48,2 |

Datum: 21. Februar 1992, 10:00 Uhr 

Höhendifferenz: 92 m; Maximalanstieg: 61 m; Totalanstieg: 1081 m 

57 Teilnehmerinnen aus 19 Ländern, davon 55 in der Wertung.

### 4 × 5 km Staffel
| Platz | Land / Sportlerinnen                                                                    | Zeit                                                        |
| ----- | --------------------------------------------------------------------------------------- | ----------------------------------------------------------- |
| 1     | Vereintes Team Jelena Välbe Raissa Smetanina Larissa Lasutina Ljubow Jegorowa           | 0:59:34,8 h 14:51,2 min 15:15,1 min 15:12,7 min 14:15,8 min |
| 2     | Norwegen Solveig Pedersen Inger Helene Nybråten Trude Dybendahl Elin Nilsen             | 0:59:56,4 h 15:14,0 min 14:43,1 min 15:24,4 min 14:34,9 min |
| 3     | Italien Bice Vanzetta Manuela Di Centa Gabriella Paruzzi Stefania Belmondo              | 1:00:25,9 h 16:01,7 min 14:52,1 min 15:23,3 min 14:08,8 min |
| 4     | Finnland Marja-Liisa Kirvesniemi Pirkko Määttä Jaana Savolainen Marjut Lukkarinen       | 1:00:52,9 h 15:49,9 min 15:05,1 min 15:18,0 min 14:39,9 min |
| 5     | Frankreich Carole Stanisière Sylvie Giry-Rousset Sophie Villeneuve Isabelle Mancini     | 1:01:30,7 h 16:02,5 min 15:41,0 min 15:22,0 min 14:25,2 min |
| 6     | Tschechien Ľubomíra Balážová Kateřina Neumannová Alžbeta Havrančíková Iveta Zelingerová | 1:01:37,4 h 15:34,8 min 15:13,0 min 15:17,9 min 15:31,7 min |
| 7     | Schweden Carina Görlin Magdalena Wallin Karin Säterkvist Marie-Helene Westin            | 1:01:54,5 h 15:44,2 min 15:23,2 min 16:00,3 min 14:46,8 min |
| 8     | Deutschland Heike Wezel Gabriele Heß Simone Opitz Ina Kümmel                            | 1:02:22,6 h 15:59,1 min 15:07,0 min 15:01,5 min 16:15,0 min |
| 9     | Schweiz Sylvia Honegger Brigitte Albrecht Natascia Leonardi Elvira Knecht               | 1:02:54,1 h 15:28,4 min 15:31,2 min 16:07,4 min 15:47,1 min |

Datum: 18. Februar 1992, 10:00 Uhr 

Höhendifferenz: 63 m (klass.) / 73 m (Freistil); Maximalanstieg: 41 m (klass.) / 54 m (Freistil); Totalanstieg: 197 m (klass.) / 201 m (Freistil) 

13 Staffeln am Start, davon 55 in der Wertung.

## Skispringen

### Normalschanze
| Platz | Land | Sportler         | Weiten (m)  | Punkte |
| ----- | ---- | ---------------- | ----------- | ------ |
| 1     | AUT  | Ernst Vettori    | 88,0 / 87,5 | 222,8  |
| 2     | AUT  | Martin Höllwarth | 90,5 / 83,0 | 218,1  |
| 3     | FIN  | Toni Nieminen    | 88,0 / 84,5 | 217,0  |
| 4     | AUT  | Heinz Kuttin     | 85,5 / 86,0 | 214,4  |
| 5     | FIN  | Mika Laitinen    | 85,5 / 85,5 | 213,6  |
| 6     | AUT  | Andreas Felder   | 87,0 / 83,0 | 213,5  |
| 7     | GER  | Heiko Hunger     | 87,0 / 84,0 | 211,6  |
| 8     | FRA  | Didier Mollard   | 84,5 / 85,0 | 209,7  |
| 9     | GER  | Jens Weißflog    | 84,0 / 83,5 | 208,5  |
| 10    | TCH  | Jiří Parma       | 87,0 / 82,0 | 207,9  |
|       |      |                  |             |        |
| 20    | SUI  | Stephan Zünd     | 83,0 / 80,0 | 194,8  |
| 24    | SUI  | Sylvain Freiholz | 83,0 / 81,5 | 191,2  |
| 27    | GER  | Dieter Thoma     | 88,0 / 87,5 | 189,4  |
| 34    | GER  | Jens Deimel      | 88,0 / 87,5 | 186,4  |
| 41    | SUI  | Martin Trunz     | 80,0 / 80,5 | 182,8  |
| 44    | SUI  | Markus Gähler    | 80,5 / 79,0 | 180,2  |

Datum: 9. Februar 1992, 13:30 Uhr (1. Durchgang) / 15:00 Uhr (2. Durchgang) 

Tremplin du Praz, Courchevel; K-Punkt: 90 m 

58 Teilnehmer aus 16 Ländern, alle in der Wertung.
Bester Springer des Wettbewerbs in der klassischen Parallelsprungtechnik wurde Mika Laitinen. Die deutschen Springer Heiko Hunger und Jens Weißflog sprangen ebenfalls noch mit paralleler Skiführung.

### Großschanze
| Platz | Land | Sportler         | Weiten (m)    | Punkte |
| ----- | ---- | ---------------- | ------------- | ------ |
| 1     | FIN  | Toni Nieminen    | 122,0 / 123,0 | 239,5  |
| 2     | AUT  | Martin Höllwarth | 120,5 / 116,5 | 227,3  |
| 3     | AUT  | Heinz Kuttin     | 117,5 / 112,0 | 214,8  |
| 4     | JPN  | Masahiko Harada  | 113,5 / 116,0 | 211,3  |
| 5     | TCH  | Jiří Parma       | 111,5 / 108,5 | 198,0  |
| 6     | FRA  | Steve Delaup     | 106,0 / 105,5 | 185,6  |
| 7     | ITA  | Ivan Lunardi     | 110,5 / 102,5 | 185,2  |
| 8     | SLO  | Franci Petek     | 107,0 / 099,5 | 177,1  |
| 9     | AUT  | Andreas Felder   | 105,0 / 103,5 | 176,9  |
| 10    | EUN  | Michail Jessin   | 108,0 / 099,5 | 176,5  |
| 11    | GER  | Christof Duffner | 112,0 / 100,0 | 176,3  |
|       |      |                  |               |        |
| 14    | SUI  | Sylvain Freiholz | 099,0 / 108,5 | 171,0  |
| 15    | AUT  | Ernst Vettori    | 101,5 / 104,5 | 170,9  |
| 22    | SUI  | Stephan Zünd     | 104,0 / 094,5 | 158,9  |
| 31    | SUI  | Martin Trunz     | 105,0 / 088,5 | 147,4  |
| 33    | GER  | Jens Weißflog    | 090,0 / 099,5 | 141,3  |
| 35    | SUI  | Markus Gähler    | 100,0 / 090,5 | 138,7  |
| 39    | GER  | Dieter Thoma     | 096,0 / 093,0 | 132,6  |
| 59    | GER  | Heiko Hunger     | 072,0 / DNS   | 0−2,2  |

Datum: 16. Februar 1992, 14:00 Uhr (1. Durchgang) / 15:30 Uhr (2. Durchgang) 

Tremplin du Praz, Courchevel; K-Punkt: 120 m 

59 Teilnehmer aus 17 Ländern, alle in der Wertung.

### Mannschaftsspringen
| Platz | Land | Sportler                                                      | Weiten (m)                                              | Punkte |
| ----- | ---- | ------------------------------------------------------------- | ------------------------------------------------------- | ------ |
| 1     | FIN  | Ari-Pekka Nikkola Mika Laitinen Risto Laakkonen Toni Nieminen | 116,5 / 108,5 110,0 / 106,0 111,0 / 110,0 123,0 / 122,0 | 644,4  |
| 2     | AUT  | Ernst Vettori Heinz Kuttin Martin Höllwarth Andreas Felder    | 114,5 / 112,5 113,5 / 110,5 123,5 / 117,5 115,0 / 109,5 | 642,9  |
| 3     | TCH  | Tomáš Goder František Jež Jaroslav Sakala Jiří Parma          | 117,0 / 110,0 113,5 / 104,5 113,0 / 102,0 118,5 / 115,5 | 620,1  |
| 4     | JPN  | Jirō Kamiharako Masahiko Harada Noriaki Kasai Kenji Suda      | 107,0 / 108,0 117,5 / 109,5 106,0 / 097,5 109,0 / 107,5 | 571,0  |
| 5     | GER  | Heiko Hunger Dieter Thoma Christof Duffner Jens Weißflog      | 105,5 / 106,5 109,0 / 104,5 101,5 / 092,5 107,0 / 104,0 | 544,6  |
| 6     | SLO  | Primož Kopač Matjaž Zupan Franci Petek Samo Gostiša           | 098,0 / 097,0 099,5 / 108,0 109,5 / 103,0 110,0 / 108,5 | 543,3  |
| 7     | NOR  | Rune Olijnyk Magne Johansen Lasse Ottesen Espen Bredesen      | 105,0 / 100,0 105,5 / 101,0 104,0 / 095,0 116,0 / 107,5 | 538,0  |
| 8     | SUI  | Markus Gähler Martin Trunz Sylvain Freiholz Stephan Zünd      | 109,0 / 105,5 100,5 / 098,0 107,0 / 102,5 107,5 / 107,0 | 537,9  |

Datum: 16. Februar 1992, 13:30 Uhr (1. Durchgang) / 15:30 Uhr (2. Durchgang) 

Tremplin du Praz, Courchevel; K-Punkt: 120 m 

14 Mannschaften am Start. Gewertet wurden die jeweils drei besten Sprünge eines Durchgangs.

## Nordische Kombination

### Einzel
| Platz | Land | Sportler            | Punkte Springen | Zeit (min) |
| ----- | ---- | ------------------- | --------------- | ---------- |
| 1     | FRA  | Fabrice Guy         | 222,1 0(3.)     | 44:28,1    |
| 2     | FRA  | Sylvain Guillaume   | 208,1 (13.)     | 45:16,5    |
| 3     | AUT  | Klaus Sulzenbacher  | 221,6 0(4.)     | 45:34,4    |
| 4     | NOR  | Fred Børre Lundberg | 211,9 0(9.)     | 45:54,8    |
| 5     | AUT  | Klaus Ofner         | 228,5 0(1.)     | 45:57,9    |
| 6     | EST  | Allar Levandi       | 206,4 (14.)     | 46:02,2    |
| 7     | JPN  | Kenji Ogiwara       | 215,3 0(6.)     | 46:25,5    |
| 8     | POL  | Stanisław Ustupski  | 202,6 (18.)     | 46:56,2    |
| 9     | NOR  | Trond Einar Elden   | 181,9 (39.)     | 47:11,9    |
| 10    | NOR  | Knut Tore Apeland   | 190,7 (35.)     | 47:23,9    |
|       |      |                     |                 |            |
| 12    | GER  | Thomas Dufter       | 210,8 (10.)     | 47:52,9    |
| 14    | SUI  | Andreas Schaad      | 201,1 (20.)     | 48:02,1    |
| 16    | GER  | Hans-Peter Pohl     | 212,5 0(8.)     | 48:41,7    |
| 17    | AUT  | Stefan Kreiner      | 214,8 0(7.)     | 48:41,8    |
| 26    | SUI  | Hippolyt Kempf      | 189,7 (26.)     | 50:24,5    |
| 29    | SUI  | Marco Zarucchi      | 201,1 (21.)     | 50:55,3    |
| 32    | AUT  | Günter Csar         | 193,3 (31.)     | 51:28,7    |
| 35    | GER  | Sven Leonhardt      | 197,2 (26.)     | 52:28,6    |
| 38    | SUI  | Urs Niedhart        | 179,3 (41.)     | 54:07,4    |

Springen: 11. Februar 1992, 10:30 Uhr 

15 km Langlauf: 12. Februar 1992, 14:30 Uhr

### Mannschaft
| Platz | Land | Sportler                                                | Punkte im Springen | Zeit (h)  |
| ----- | ---- | ------------------------------------------------------- | ------------------ | --------- |
| 1     | JPN  | Reiichi Mikata Takanori Kōno Kenji Ogiwara              | 645,1 0(1.)        | 1:23:36,5 |
| 2     | NOR  | Knut Tore Apeland Fred Børre Lundberg Trond Einar Elden | 569,9 0(6.)        | 1:25:02,9 |
| 3     | AUT  | Klaus Ofner Stefan Kreiner Klaus Sulzenbacher           | 615,6 0(2.)        | 1:25:16,6 |
| 4     | FRA  | Francis Repellin Sylvain Guillaume Fabrice Guy          | 578,4 0(5.)        | 1:25:52,0 |
| 5     | GER  | Hans-Peter Pohl Jens Deimel Thomas Dufter               | 609,7 0(3.)        | 1:28:21,9 |
| 6     | TCH  | Josef Kovařík Milan Kučera František Maka               | 576,4 0(8.)        | 1:32:41,2 |
| 7     | FIN  | Pasi Saapunki Jari Mantila Teemu Summanen               | 561,2 0(7.)        | 1:32:43,3 |
| 8     | USA  | Joe Holland Tim Tetreault Ryan Heckman                  | 591,3 0(4.)        | 1:32:44,8 |
|       |      |                                                         |                    |           |
| 10    | SUI  | Hippolyt Kempf Andreas Schaad Marco Zarucchi            | 521,9 (11.)        | 1:33:38,4 |

Springen: 17. Februar 1992, 13:00 Uhr 

Langlauf 3 × 10 km: 18. Februar 1992, 14:30 Uhr 

11 Teams am Start, alle in der Wertung.